# Garry Galley
Garry Michael Galley (* 16. April 1963 in Greenfield Park, Québec) ist ein ehemaliger kanadischer Eishockeyspieler, der im Verlauf seiner aktiven Karriere zwischen 1981 und 2001 unter anderem 1238 Spiele für die Los Angeles Kings, Washington Capitals, Boston Bruins, Philadelphia Flyers, Buffalo Sabres und New York Islanders in der National Hockey League auf der Position des Verteidigers bestritten hat. Seinen größten Karriereerfolg feierte Galley, der zweimal am NHL All-Star Game teilnahm, im Trikot der kanadischen Nationalmannschaft mit dem Gewinn der Silbermedaille bei der Weltmeisterschaft 1996.

## Karriere
Galley verbrachte eine überaus erfolgreiche Juniorenkarriere an der Bowling Green State University, mit deren Eishockeymannschaft er in der Central Collegiate Hockey Association spielte. In den drei Jahren dort gewann die Universität dreimal die Meisterschaft der CCHA. Der Verteidiger erhielt zudem zahlreiche Auszeichnungen. 1984 gewann er mit der Mannschaft die Meisterschaft der National Collegiate Athletic Association.
Nachdem Galley bereits im NHL Entry Draft 1983 in der fünften Runde an 100. Stelle von den Los Angeles Kings ausgewählt worden war, wechselte er im Sommer 1984 in den Profibereich und erhielt umgehend einen Stammplatz im Kader der Kings. Galley blieb insgesamt drei Jahre bei den Kaliforniern, ehe er im Februar 1987 für Al Jensen zu den Washington Capitals transferiert wurde. Dort spielte der Verteidiger bis zum Sommer 1988, da er anschließend als Free Agent zu den Boston Bruins wechselte. Mit den Bruins verbrachte er eine erfolgreiche Zeit, die in seiner einzigen Teilnahme an einer Finalserie um den Stanley Cup in der Saison 1989/90 ihren Höhepunkt fand. Zum Jahresbeginn 1992 wechselte der Abwehrspieler zum vierten NHL-Team seiner Karriere, als er mit Wes Walz und einem Drittrunden-Wahlrecht im NHL Entry Draft 1993 für Gord Murphy, Brian Dobbin und ein Drittrunden-Wahlrecht im NHL Entry Draft 1992 an die Philadelphia Flyers abgegeben wurde. Bei den Flyers verblieb Galley bis in die Saison 1994/95 hinein, ehe ihn diese für Petr Svoboda an die Buffalo Sabres abgaben. Nach zwei Jahren in Buffalo verlängerte er seinen Vertrag dort nicht und kehrte als Free Agent für die folgenden drei Jahre zu den Los Angeles Kings zurück. Seine letzte Spielzeit bestritt er in der Saison 2000/01 bei den New York Islanders, denen er sich im Sommer 2000 ebenfalls als Free Agent angeschlossen hatte.

### International
Galley vertrat sein Heimatland Kanada bei den Eishockey-Weltmeisterschaften 1993 und 1996. Dabei belegte er 1993 den vierten Rang und gewann 1996 die Silbermedaille.

## Erfolge und Auszeichnungen
| - 1982 CCHA-Meisterschaft mit der Bowling Green State University - 1983 CCHA-Meisterschaft mit der Bowling Green State University - 1983 CCHA First All-Star Team - 1984 CCHA-Meisterschaft mit der Bowling Green State University - 1984 CCHA First All-Star Team - 1984 NCAA-Division-I-Championship mit der Bowling Green State University | - 1984 NCAA East First All-American Team - 1984 NCAA Championship All-Tournament Team - 1991 Teilnahme am NHL All-Star Game - 1994 Teilnahme am NHL All-Star Game - 2010 Aufnahme in die Ottawa Sports Hall of Fame |

### International
- 1996 Silbermedaille bei der Weltmeisterschaft

## Karrierestatistik

### International
Vertrat Kanada bei:
- Weltmeisterschaft 1993
- Weltmeisterschaft 1996

(Legende zur Spielerstatistik: Sp oder GP = absolvierte Spiele; T oder G = erzielte Tore; V oder A = erzielte Assists; Pkt oder Pts = erzielte Scorerpunkte; SM oder PIM = erhaltene Strafminuten; +/− = Plus/Minus-Bilanz; PP = erzielte Überzahltore; SH = erzielte Unterzahltore; GW = erzielte Siegtore; 1 Play-downs/Relegation; Kursiv: Statistik nicht vollständig)